# Grande intendente di Scozia

Stemma di grande intendente sino al 1371

Stemma di grande intendente dopo il 1371

La carica di grande intendente di Scozia (in inglese: High Steward o Great Stewart of Scotland) fu assegnata nel XII secolo a Walter fitz Alan (...-1177), i cui discendenti daranno vita al Clan Stewart e alla famiglia reale Stuart. 

## Storia
Nel 1371 l'ultimo High Stewart ereditò il trono di Scozia e divenne re con il nome di Roberto II. La carica di High Stewart of Scotland divenne così parte del titolo nobiliare di duca di Rothesay. Oggi quindi a detenere il titolo è il principe William, erede al trono del Regno Unito.

## Lista dei grandi intendenti di Scozia
- Walter fitz Alan, I grande intendente di Scozia, ca.1150-1177
- Alan Fitzwalter, II grande intendente di Scozia, 1177-1204
- Walter Stewart, III grande intendente di Scozia, 1204-1241
- Alexander Stewart, IV grande intendente di Scozia, 1241-1283
- James Stewart, V grande intendente di Scozia, 1283-1309
- Walter Stewart, VI grande intendente di Scozia, 1309-1327
- Robert Stewart, VII grande intendente di Scozia 1327-1371
- David Stewart, duca di Rothesay 1398-1402
- James Stewart, duca di Rothesay 1402-1406
- Alexander Stewart, duca di Rothesay 1430
- James Stewart, duca di Rothesay 1430-1437
- James Stewart, duca di Rothesay 1453-1460
- James Stewart, duca di Rothesay 1473-1488
- James Stewart, duca di Rothesay 1507-1508
- Arthur Stewart, duca di Rothesay 1509-1510
- James Stewart, duca di Rothesay 1512-1513
- James Stewart, duca di Rothesay 1540-1541
- James Stewart, duca di Rothesay 1566-1567
- Enrico Federico Stuart 1594-1612
- Charles, principe di Galles 1612-1625
- Charles James Stewart, duca di Cornovaglia e Rothesay 1629
- Charles, principe di Galles 1630-1649
- James, principe di Galles 1688
- George Augustus, principe di Galles 1714-1727
- Frederick Louis, principe di Galles 1727-1751
- Giorgio, principe di Galles 1762-1820
- Albert Edward, principe di Galles 1841-1901
- Giorgio, principe di Galles 1901-1910
- Edoardo, principe di Galles 1910-1936
- Carlo, principe di Galles 1952-2022
- William, principe di Galles 2022-